# Abstrakcja (programowanie)
Abstrakcja – pewnego rodzaju uproszczenie rozpatrywanego problemu, polegające na ograniczeniu zakresu cech manipulowanych obiektów wyłącznie do cech kluczowych dla algorytmu, a jednocześnie niezależnych od implementacji. W tym sensie abstrakcja jest odmianą formalizmu matematycznego. Cel stosowania abstrakcji jest dwojaki: ułatwienie rozwiązania problemu i zwiększenie jego ogólności.
Języki programowania (w szczególności języki obiektowe) mogą oferować specjalne narzędzia do tworzenia pewnych typów abstrakcji, jednak pojęcie to nie zależy w żaden sposób od konkretnego języka. Każde uogólnienie problemu mające na celu wyizolowanie jego kluczowych aspektów jest abstrakcją.
Dla przykładu, dany program komputerowy może przetwarzać różne zbiory obiektów, jednak wszystkie one mają wspólną cechę – w pewnych warunkach można je traktować jako listę o następujących operacjach: pierwszy(), ostatni() i następny() oraz predykacie czy_ostatni(). Dlatego dla potrzeb fragmentów zajmujących się przetwarzaniem list, wygodnie jest wprowadzić abstrakcję iteratora, który będzie udostępniał te właśnie operacje. W języku Java deklaracja interfejsu realizującego tę abstrakcję mogłaby wyglądać następująco:
```
public
 
interface
 
IterListy
 

{

    
void
 
pierwszy
();

    
void
 
ostatni
();

    
void
 
następny
();

    
boolean
 
czy_ostatni
();

}

// ...

public
 
void
 
przetwarzaj_listę
(
IterListy
 
iter_listy
)

{

    
while
 
(
!
 
iter_listy
.
czy_ostatni
())

    
{

        
// zrób coś

        
iter_listy
.
następny
();

    
}

}

```

Dla porównania, w języku Python żadna formalna deklaracja nie jest potrzebna, kod przetwarzający listy po prostu odwołuje się do odpowiednich metod obiektu:
```
def
 
przetwarzaj_listę
(
iter_listy
):

    
while
 
not
 
iter_listy
.
czy_ostatni
():

        
# zrób coś

        
iter_listy
.
następny
()

```

W rzeczywistości, w Pythonie abstrakcja iteratora jest wbudowana w język, wobec czego powyższy fragment można przepisać jako:
```
def
 
przetwarzaj_listę
(
lista
):

   
for
 
obiekt
 
in
 
lista
:

      
# zrób coś

```

Pętla for użyta w tym fragmencie doskonale ilustruje użyteczność abstrakcji – ponieważ całkowicie pomijane są jakiekolwiek charakterystyczne cechy przetwarzanych kolekcji obiektów, for może z równym powodzeniem obsługiwać każdą z nich, pod warunkiem jedynie że dany typ implementuje odpowiedni zbiór operacji. Dzięki temu for stosować można do list, słowników, krotek, zbiorów itd. Jednocześnie unika się angażowania w szczegóły implementacji nieistotne dla rozwiązywanego problemu, tj. przeglądania kolekcji obiektów.

## Inne użycia
Termin „abstrakcja” bywa również używany w informatyce na określenie pokrewnej, jednak nie tożsamej techniki ukrywania implementacji za wspólnym interfejsem, który może korzystać z wielu różnych bibliotek do osiągnięcia pożądanej funkcjonalności. W tym sensie można mówić o abstrakcji bazy danych, mając na myśli kod, który dostosowuje interfejs danej bazy danych do wspólnej postaci oczekiwanej przez program. 
W praktyce wiele popularnych bibliotek, w szczególności biblioteki standardowe i biblioteki ułatwiające pisanie przenośnych programów to biblioteki użytecznych abstrakcji, zarówno w pierwszym jak i drugim znaczeniu tego słowa.